# Ньюджент, Томас, 6-й граф Уэстмит
Томас Ньюджент, 6-й граф Уэстмит (англ. Thomas Nugent, 6th Earl of Westmeath; апрель 1714 — 7 сентября 1792) — ирландский пэр и масон. Он носил титул учтивости — лорд Делвин с 1752 по 1754 год.

## Биография
Родился в апреле 1714 года. Сын Джона Ньюджента, 5-го графа Уэстмита (1671—1754). Его матерью была Маргарита Жанна Мольца Модена, дочь графа Карло Мольца и его жены Вероники Анджелотти. Его отец был профессиональным военным, который провел большую часть своей взрослой жизни на континенте и погиб в Нивеле .
3 июля 1754 года после смерти своего отца Томас Ньюджент унаследовал титулы 6-го графа Уэстмита (Пэрство Ирландии) и 11-го барона Делвина (Пэрство Ирландии).
В 1758 году лорд Уэстмит был назначен членом Тайного совета Ирландии. Великий масон Великой ложи Ирландии с 1763 по 1767 год. 11 марта 1783 года лорд Уэстмит стал рыцарем-основателем Ордена Святого Патрика.
Хранитель рукописей (Custos Rotulorum) графства Уэстмит (1765—1788).

## Семья
Лорд Уэстмит был дважды женат. В 1742 году он женился первым браком на Мэри Стэплтон, дочери Уолтера Дюрана Стэплтона. У супругов родился один сын:
- Ричард Ньюджент, лорд Делвин (1742 — 6 августа 1761)

7 августа 1756 года лорд Уэстмит вторично женился на Кэтрин Уайт (? — 7 августа 1772), дочери Генри Уайта из Питчфордстауна, графство Килдэр. У супругов было три сына и одна дочь:
- Томас Ньюджент, лорд Делвин (умер молодым)
- Джордж Фредерик Ньюджент, 7-й граф Уэстмит (18 ноября 1760 — 30 декабря 1814)[2], третий сын и преемник отца.
- Достопочтенный Генри Ньюджент (24 ноября 1762 — май 1770)
- Леди Кэтрин Ньюджент (6 апреля 1766 — 26 февраля 1794)[2], в 1784 году она вышла замуж за достопочтенного Джона Родни.

78-летний лорд Уэстмит скончался в 1792 году, и ему наследовал его третий сын Джордж.